# 坂本順一
坂本 順一（さかもと じゅんいち）は、日本の専修学校経営者。学校法人東海学園理事長。

## 来歴
和歌山県で、1981年以来、和歌山調理師専門学校や和歌山外国語専門学校（発足当時は和歌山日本語学校）で校長や理事長を務める。
2015年に「専修学校教育功労者文部科学大臣表彰」を受ける。2017年には藍綬褒章を受賞した。